# Utvrda Agra
Utvrda Agra  (hindski: आगरा क़िला, urdu: آگرہ قلعہ) je utvrda u gradu Agra (Indija), oko 2,5 km sjeverozapadno od Tadž Mahala. Ova snažna utvrda od crvenog pješčenjaka obuhvaća cijeli Stari grad, koji je bio prijestolnicom Mogulskog Carstva u 16. stoljeću, prepun jedinstvenih građevina. Utvrda je najznačajnija zbog svoje arhitekture koja je najinteresantnija mješavine islamske i indijske arhitekture. Zbog toga je upisana na UNESCO-ov popis mjesta svjetske baštine u Aziji i Oceaniji 1983. godine.

## Povijest
Nakon Panipata, Mogulski vladari su osvojili tadašnju utvrdu u Agri i njezino veliko blago u kojemu je bio i tada najveći dijamant na svijetu, kasnije poznat kao Koh-i-Noor. Babur je odlučio ostati u Ibrahimovoj palači utvrde u Agri, te je dao izgraditi baoli (stepenastu cisternu). Humajun je okrunjen u Agri 1530. godine, ali ga je 1540. godine pobijedio Paštunac Šer Šah Suri koji je vladao cijelim Carstvom sljedećih pet godina. Naposljetku su Moguli ipak porazili Afganistance u Bitki na Panipatu 1556. godine.
Shvativši važnost središnjeg položaja Agre, Akbar (ga je načinio svojom prijestolnicom 1558. godine. Njegov povjesničar, Abdul Fazal, zabilježeno je kako je utvrda od opeke, poznata kao Badalgarh tada bila u ruševnom stanju. Akbar ju je dao obnoviti od crvenog pješčenjaka iz područja Barauli u Radžastanu. Arhitekti su položili temelje i izgradili unutarnju jezgru utvrde od opeke i pješčenjaka na vanjskim površinama. Graditelji su radili na njoj osam godina i završili ju u 1573. godine.
Tek je za vrijeme vladavine Akbarovog unuka, Šaha Džahana, ova utvrda poprimila današnji izgled. U to vrijeme je Šah Džahan dao izgraditi i prekrasni Tadž Mahal za svoju pokojnu voljenu ženu, Mumtaz Mahal. Za razliku od svoga djeda, on je bio skloniji gradnji od bijelog mramora, često s inkrustacijama od zlata ili poludragog kamenja. Zbog toga je dao srušiti neke od ranijih objekata unutar tvrđave i zamijenio ih svojima. Na kraju svog života, Šah Džahana je u Utvrdi Agra zatočio njegov sin, Aurangzeb. Što i nije bila neka kazna, uzevši u obzir njezinu raskoš. Predaja kaže kako je Šah Džahan preminuo u tornju Musamman Burj čiji mramorni balkon gleda na Tadž Mahal.
Utvrda je bila mjestom bitke tijekom indijske pobune 1857. godine, što je prouzročilo kraj vladavine Istočnoindijske kompanije u Indiji, što je dovelo do stoljeća izravne britanske vladavine Indijom. Britanska vojska je srušila većinu građevina kako bi smjestili svoje vojne barake, i od izvornih 500 zgrada (kako navodi Abul Fazal) preostalo je samo njih 30-tak.

## Odlike
Cijela utvrda, površine veće od 380,000 m², je oblikovana u obliku polumjeseca s 21 metarom visokim zidinama prema rijeci Jamuna. Zidine od crvenog pješčenjaka su duge 2,4 kilometra i imale su četvora vrata od kojih su dvoja znamenita nazvana prema gradovima za koje su vodile njihove ceste: Delhijska vrata i Vrata Lahorea. Delhijska vrata su bila najveća i vodila su u unutarnja vrata, a kako indijska vojska još uvijek koristi Utvrdu u Agri, Delhijska vrata nisu dostupna turistima. 
Građevine u Utvrdi Agra:
- Anguri Bag ("Vrt grožđa") su geometrijski uređeni vrtovi;
- Divan-i-Am ("Dvorana za javni prijem") je rabljen za saslušavanje žalbi običnog puka;
- Divan-i-Kas ("Dvorana za privatni prijem") je rabljen za prijem kraljeva i diplomata;
- Zlatni paviljoni imaju krovove u obliku krovova bengalskih koliba;
- Mina Masjid ("Nebeska džamija") je privatna džamija mudžahara;
- Musaman Burj je veliki osmerukutni toranj s balkonom nasuprot Tadž Mahala, gde je Šah Džahan bio zatočen (slika gore desno);
- Palača Džehangiri Mahal, koju je izgradio Akbar Veliki za svog sina Džehangira, je služila kao Palača dvorskih žena (zenana);
- Takht-i-Jahangir je mjesto Džehangirovog prijestolja;
- Khas Mahal je jedan od najboljih primjera ukrašavanja slikama na mramoru;
- Moti Masjid ("Biserna džamija") je bila privatna džamija dvorjana;
- Nagina Masjid ("Džamija dragulja") je džamija za dvorske dame;
- Naubat Khana je mjesto održavanja dvorskih koncerata;
- Rang Mahal je stambeni dio za kraljevske žene i ljubavnice;
- Sheesh Mahal ("Palača zrcala") je kraljevska garderoba s dekoracijama u mozaiku od zrcala i bubnjeva ugrađenih u zidove;
- Zenana Mina Bazaar ("Damski bazar") se nalazi odmah uz balkone gdje su samo trgovkinje smjele prodavati svoju robu;

## Slike
- Karta Utvrde Agra s navedenim znamenitostima
- Ulaz u utvrdu
- Džehangir Mahal
- Ukrasni stubovi u utvrdi
- Unutrašnjost Khas Mahal paviljona
- Diwan-i-Khas
- Trijem Diwan-i-Am-a
- Nagina Masjid

## Vanjske poveznice
- Lal Qila, Agra Fort – Fort Rouge or The Red Fort of Agra  Arhivirana inačica izvorne stranice od 4. ožujka 2016. (Wayback Machine) (engl.)
- Panoramske fotografije građevine u Utvrdi Agra  Arhivirana inačica izvorne stranice od 5. travnja 2008. (Wayback Machine) (engl.)
- ASI website (engl.)